# 小林茂 (東京創元社)
小林 茂（こばやし しげる、1902年（明治35年）9月28日 - 1988年（昭和63年）10月23日）は、日本の実業家。東京創元社を設立し、同社社長や会長を務めた。

## 来歴・人物
東京商科大学（現一橋大学）卒業。創元社東京支社長を経て、創元社東京支社が独立して設立された同名の創元社が倒産したため、これを再建し、1954年に東京創元社を設立。同社社長や、会長を務めた。